# Brechhorn
Das Brechhorn ist ein 2032 m ü. A. hoher Berg in den Kitzbüheler Alpen, Österreich. Er liegt zwischen den Tälern der Aschauer Ache und der Windau.

## Nutzung des Berges
Die oberen Hänge des Berges werden landwirtschaftlich nur mäßig als Weidegründe für Schafe, Ziegen, Kühe und Pferde genutzt. Ab dem Brechhornhaus (1660 m) führen keine weiteren Ski- oder Materiallifte oder befahrbare Straßen auf den Berg und ermöglichen einen weitestgehend naturbelassenen Ausblick während der Besteigung.

## Bergbesteigung
Ausgangspunkte zur Besteigung sind hauptsächlich Aschau – ein Ortsteil von Kirchberg – und Westendorf. Die Wege sind alle markiert und streckenweise ausgeschildert.
Von Westendorf aus gelangt man über die Alpenrosenbahn am Nachtsöllberg zum 1760 m hoch gelegenen Talkaser und kann von da aus schnell über zwei Routen (östlich und westlich um den Fleiding) das Brechhornhaus erreichen. Dieses liegt am Kreuzjoch zwischen Gampenkogel und Brechhorn und ist ein guter Ausgangspunkt für den weiteren Aufstieg.
Im Winter ist der Berg für Skitouren und Schneeschuhwandern besonders beliebt. Hier wird er meistens von Kirchberg i.T. und Aschau aus bestiegen. Die Straße ist unter normalen Winterbedingungen bis zum Parkplatz am Anfang der Mautstraße geräumt. Diese Strecke führt an der Ostflanke des Berges über die Ebenaualm, Durachalm Duracher Kogel (1773 m) und Breitlabalm. Der Gipfel kann in 2:50 Stunden erreicht werden.

### Verbindung zum Floch
Vom Gipfel des Brechhorns aus ist in südlicher Richtung über einen kurzen, nicht markierten Ab- und erneuten Aufstieg der Gipfel des Floch (2057 m) zu erreichen. Auch der Abstieg ins Windautal ist über diese Route möglich, wobei der Weg über die Westflanke des Berges verläuft und durch das Kar zwischen Brechhorn und Floch führt. Von der Brandeggalm führt ein Fahrweg zum Höhenweg am Fleiding. Der Abstieg vom Brechhorn in südlicher Richtung ist jedoch nur für trittsichere und schwindelfreie Wanderer empfehlenswert.

## Gipfel
Der Gipfel ist mit einer Gipfelkreuzkonstruktion aus Holz und Stahl versehen, an der ein Stempel und ein Gipfelbuch zu finden sind. 
In nördliche Richtung bilden die Gipfel der Hohen Salve, des Nachtsöllbergs, des Fleidings und des Gampenkogels einen schönen Ausblick auf die Gruppe von hohen Eintausendern. In südliche Richtung blickt man ins Windautal und die Kammlinie der Kitzbüheler Alpen, zu denen Kröndlhorn (2444 m) und Salzachgeier (2466 m) gehören.
Vor allem tut sich jedoch im Südosten des Brechhorns die imposante und schroffe Flanke des Großen Rettensteins (2366 m) auf.